# Цівільськ
Ціві́льськ (рос. Цивильск, чув. Çĕрпӳ) — місто, центр Цівільського району Чувашії, Росія. Адміністративний центр та єдиний населений пункт Цівільського міського поселення.

## Географія
Місто розташоване при злитті Великого та Малого Цівіля, за 36 км від Чебоксар на перехресті автомагістралей державного значення Нижній Новгород — Казань та Цівільск — Ульяновськ — Сизрань. За 6 км від Цівільська проходить залізнична лінія Канаш — Чебоксари.

## Історія
Місто засноване 1589 року як військово-опорний пункт Московського царства на місці чуваського поселення Сюрбеєво (звідси й чуваська назва), де проживав сотенний князь (командир війська в сто осіб, сотник). Будівництво дерев'яних споруд фортеці завершено 1590 року. Місто не раз знищувалося за часів селянських повстань, згорало в пожежах, але знову відроджувався на колишньому місці. Дерев'яний кремль, який займав площу 4,66 га і виник за укріпленням слободи, був оточений острогом. Перші мешканці — стрільці, гармаші, будівельники, боярські діти, духовенство. 1781 року Цівільск отримав статус повітового міста. У XVII столітті військове значення міста падає, воно перетворюється в торгово-промисловий центр, у складі його жителів з'являються купці, ремісники та інший люд.

## Населення
Населення — 13479 осіб (2010; 12967 у 2002).

## Господарство
У місті діють авторемонтний завод, експериментально-дослідний завод «Цівільскхмельмаш», харчові підприємства (молочний завод, хлібокомбінат), пенькозавод, хмелефабрика, цегельний завод.
У місті виходить газета «Цівільський вісник» — «Ҫӗрпӳ хипарҫі».

### Пам'ятки
З історико-архітектурних пам'яток збереглися Тихвінський Богородський монастир (XVII століття) з відновленими Собором Ікони Божої Матері Тихвінської та дерев'яною церквою Харлампія — єпископа Магнезійського (1880), Собор Трійці Живоначальної (1734) з дзвіницею та церквою Іоанна Милостивого, церква Казанської ікони Божої матері (1735), а також старовинні будинки, побудовані за типом купецьких. Сучасні будови представлені 2-5-поверховими будинками. На перетині автомобільних трас встановлено монумент на честь 400-річчя міста.

## Відомі люди
- Зігмунт Врублевський — польський фізик та хімік, деякий час перебував на засланні в Цівільську.

## Галерея

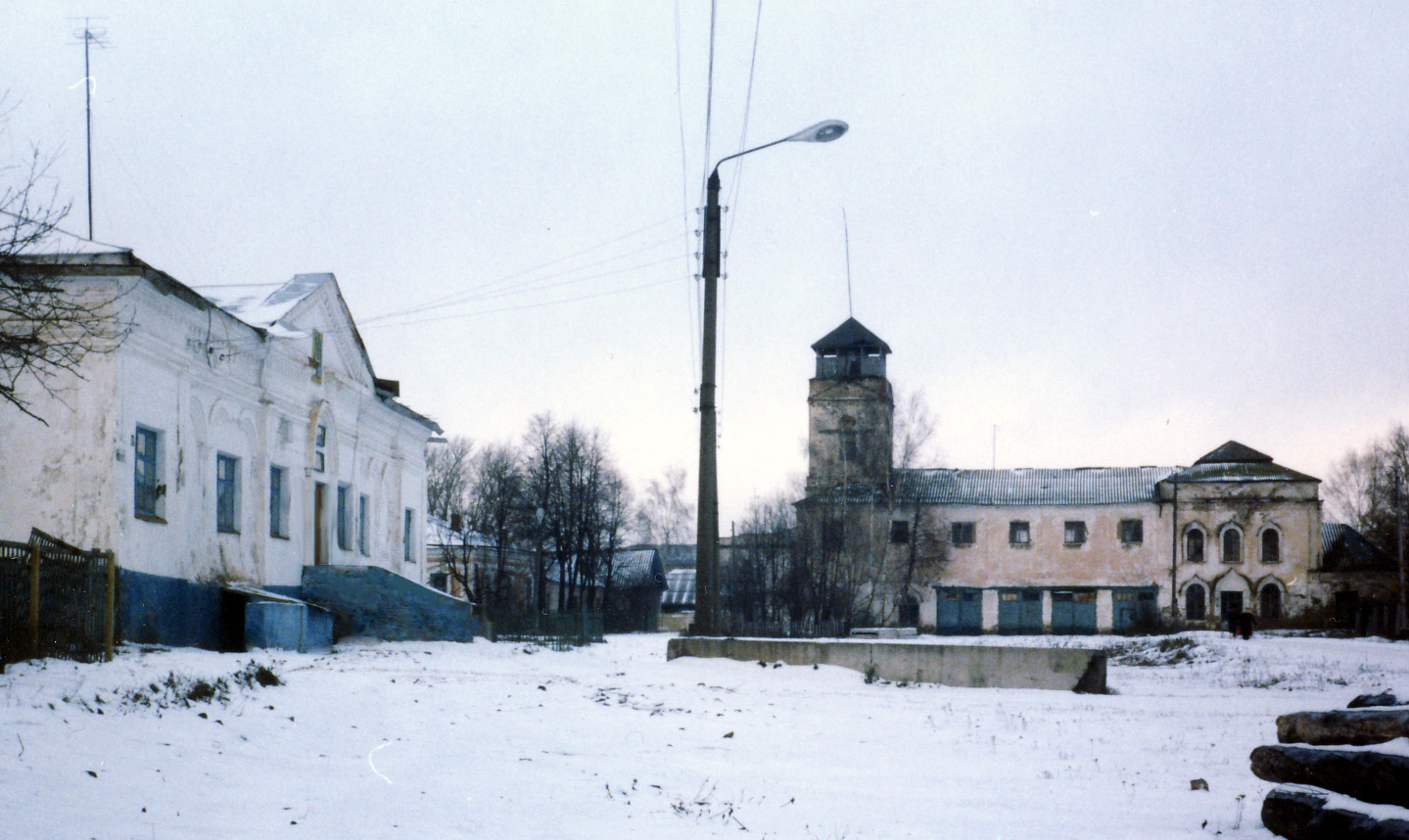
Місто Цівільськ
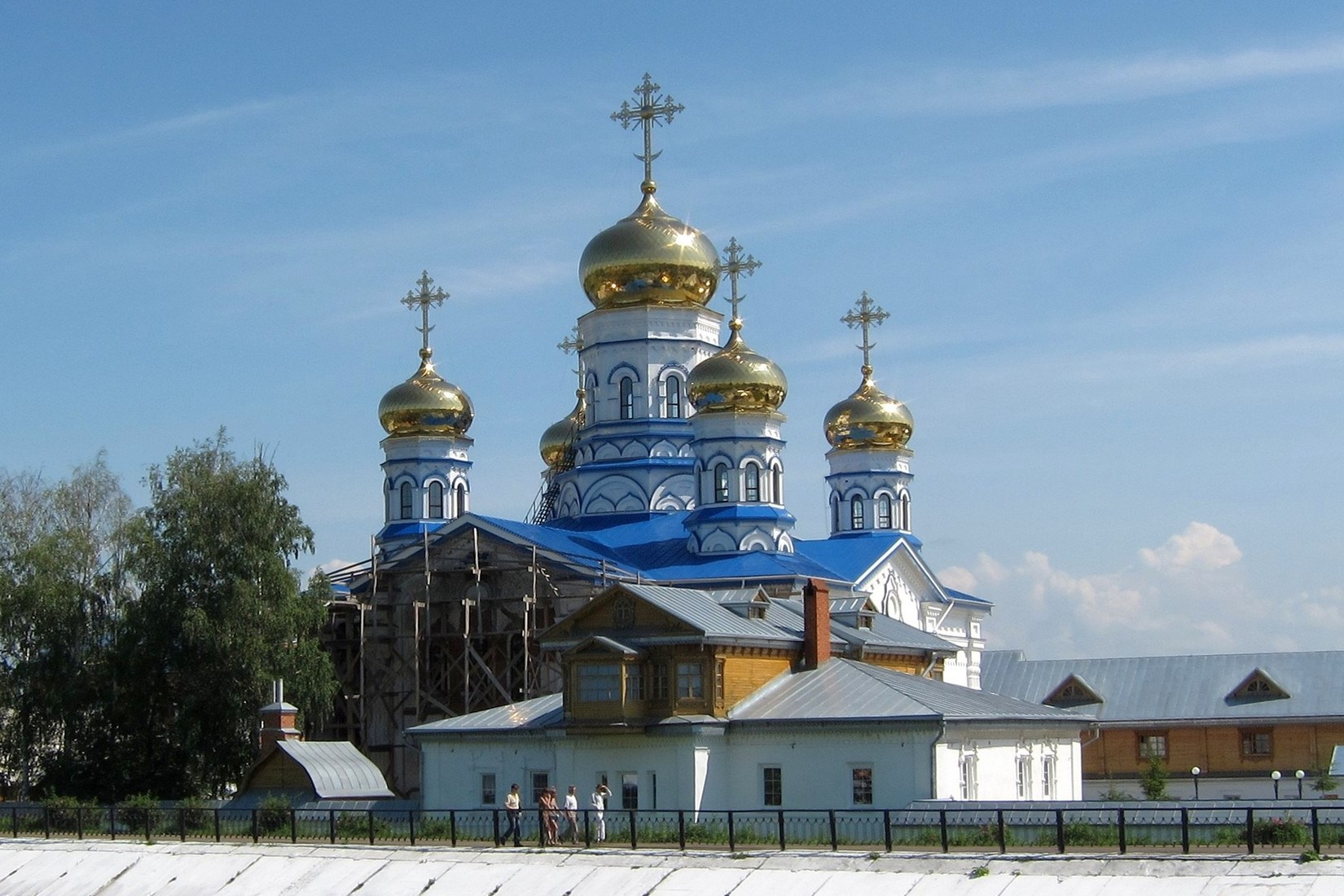
Вид на Тихвінський собор Тихвінського Богородського жіночого монастиря з боку мосту через Цівіль (2011)
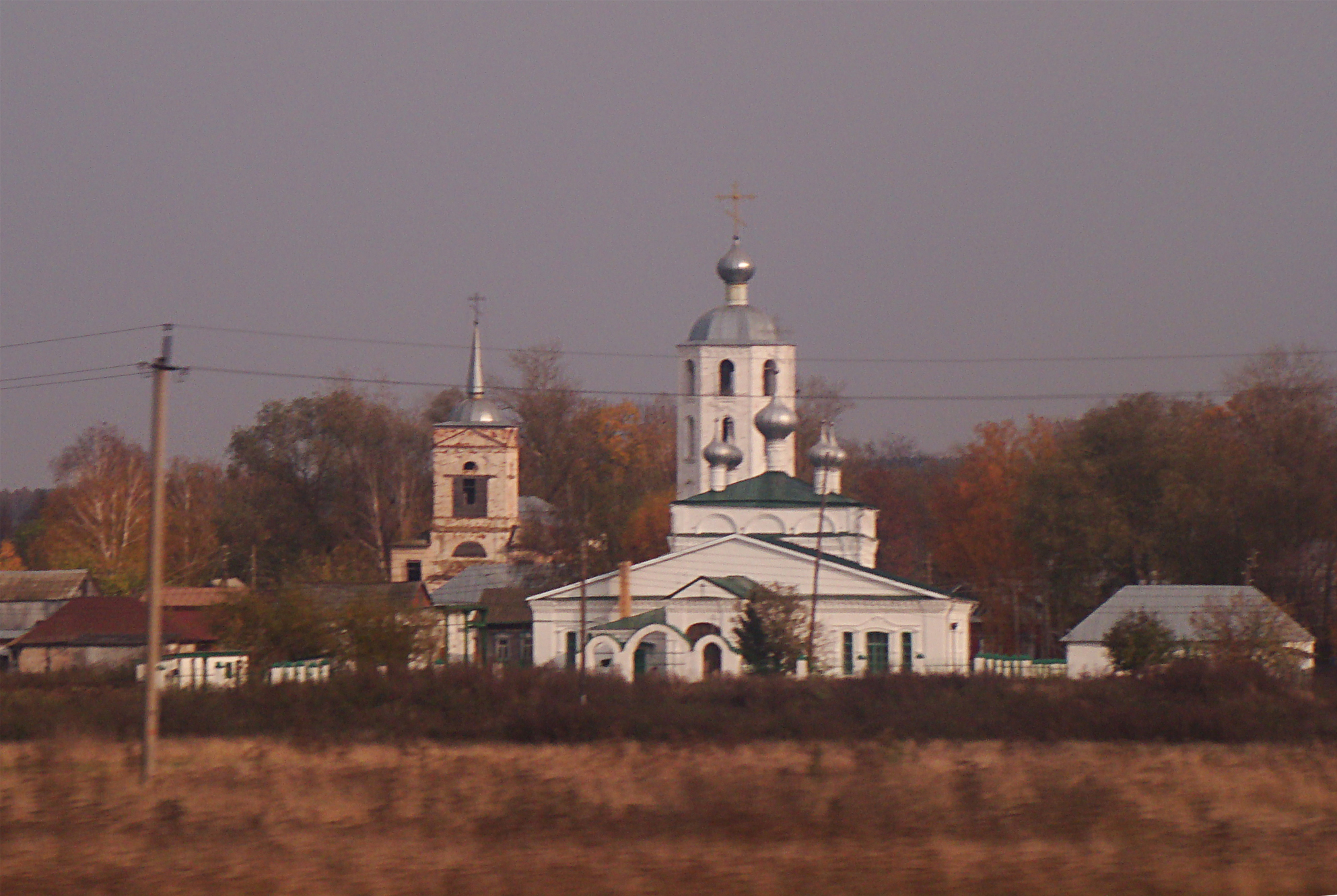
Собор Трійці Живоначальної (праворуч, на передньому плані), Іванівська церква (за собором) та Казанська церква (ліворуч)